# Тарасов Іван Трохимович
Тарасов Іван Трохимович (1849, с. Немиринці, Бердичівський повіт, Київська губернія (нині Ружинського р-ну Житомирської області) — 1929, Москва) — український та російський правознавець. Доктор поліційного права від 1880, професор від 1881. Заслужений професор і декан юридичного факультету Московського університету.

## З життєпису
Народився 1849 року. Закінчив юридичний факультет Імператорського університету св. Володимира. 1875 року захистив магістерську дисертацію «Особисте затримання як поліцейська міра безпеки». Два роки з метою навчання перебував у закордонному відрядженні (Австро-Угорщина, Німеччина, Франція, Швейцарія).
Після повернення (1877) недовгий час читав лекції в Імператорському університеті св. Володимира.
1879-89 — екстраордин. проф. Демидівського юрид. ліцею в Ярославлі, де читав лекції з поліц. (адмін. права) та фінанс. права. 1881 безуспішно намагався повернутися до Ун-ту св. Володимира на вакантну посаду на каф. поліц. права. 1885 відхилена його кандидатура і при балотуванні до Моск. ун-ту, але вже 1889—1909 — ордин. проф. по каф. поліц. права, з 1899 секретар, 1911—13 — в.о. декана юрид. ф-ту Моск. ун-ту. 1916-17 читав в Моск. ун-ті акціонер. закон-во. Заснував нар. училище при Бердичів ун-ті, позичально-ощадну касу, громад. крамницю; колонію для малолітніх злочинців неподалік Києва; музей адмін. права при Моск. ун-ті. 1896-99 почесний мировий суддя Васильківського суд.-мирового округу. 

## Осн. праці
- Основные положения Лоренца Штейна по полицейскому праву в связи с его учением об управлении. К., 1876; Учение об акционерных компаниях. Рассуждение И.Тарасова, представленное для публичной защиты на степень доктора. М., 1880; Кредит и бумажніе деньги. Ярославль, 1881; Полиция в єпоху реформ. М., 1885; Бумажные деньги. СПб., 1886; Очерк науки полицейского права. М., 1897; Лекции по полицейскому (административному) праву. М., 1908 та ін. Личное задержание как полицейская мера безопасности. Ч. 1—2. Киев, 1875—86; Два года на Западе с ученой целью. Киев, 1879; Полицейский арест. СПб., 1879; Учение об акционерных компаниях. Вып. 1—2. Изд 2-е, испр. Ярославль, 1879—80; История и финансы. М., 1880; Лекции по науке финансового права. Т. 1—3. Ярославль, 1880; Кредит и бумажные деньги. Ярославль, 1881; О значении веры и знания в жизни. Ярославль, 1881; Федор Михайлович Достоевский. Харьков, 1884; Об образовании женщин. Ярославль, 1885; Полиция в эпоху реформ. М., 1885; Интенсивное хозяйство и сельскохозяйственная политика. СПб., 1886; Об уважении к женщине. Изд. 3-е. Ярославль, 1887; Публичные лекции и речи за девять лет (1878—87). Ярославль, 1887; Краткий очерк науки административного права. Т. 1—2. Ярославль, 1888; О социализме. Ярославль, 1888; Очерк науки финансового права. Ярославль, 1889; Очерк политической экономии. М., 1889; Учебник науки полицейского права. Вып. 1—4. М., 1891—96; Очерк науки полицейского права. М., 1897; Образ женщины и женский труд. М.. 1903; Лекции по полицейскому (административному) праву. Т. 1—2. М., 1908—15; Народная школа во Франции. М., 1908; Самодержавие и абсолютизм. М., 1917.

## Л-ра
- Ломакин Д. В. Забытое имя // И. Т. Тарасов. Учение об акционерных компаниях. М., 2000;
- Юрид. енциклопедія. Т. 6. К., 2004.